# 탈수소화
탈수소화(脫水素化, 영어: dehydrogenation)는 일반적으로 유기 분자로부터 수소를 제거하는 화학 반응을 지칭한다. 탈수소화는 수소화의 역반응이다. 탈수소화는 유용한 반응과 심각한 문제 둘 다에서 중요하다. 가장 간단한 방법은 상대적으로 불활성이라고 가치가 낮은 알케인을 반응성이 있기 때문에 보다 가치가 있는 올레핀으로 전환시키는 방법이다. 알켄은 알데하이드, 알코올, 중합체, 방향족 화합물의 전구체이다. 문제가 되는 반응으로 많은 촉매들의 오염과 불활성화가 유기 기질의 탈수소 중합화인 코킹을 통해 일어난다.
탈수소화를 촉매하는 효소를 탈수소효소라고 한다.

## 이종 촉매 경로

### 스타이렌
탈수소화 공정은 석유화학 산업에서 방향족 화합물을 생산하기 위해 광범위하게 사용된다. 이러한 공정은 흡열 과정이며, 500 °C 이상의 온도를 필요로 한다. 또한 탈수소화는 포화 지방을 불포화 지방으로 전환시킨다. 대규모의 탈수소화 반응 중 하나는 에틸벤젠의 탈수소화에 의한 스타이렌의 생산이다. 전형적인 탈수소화 촉매는 산화 칼륨 또는 탄산 칼륨에 의해 촉진되는 산화 철(III)을 기반으로 하고 있다.
C6H5CH2CH3  →  C6H5CH=CH2 + H2

### 기타 알켄
올레핀에 대한 파라핀 탄화 수소의 촉매 탈수소화의 중요성은 최근 몇년 동안 꾸준히 증가하고 있다. 뷰텐과 같은 경질 올레핀은 중합체, 휘발유 첨가제, 기타 다양한 석유화학 제품의 합성에 중요한 원료이다. 분해 공정, 특히 유체 촉매 분해 및 증기 분해기로 1-뷰텐 또는 아이소뷰텐과 같은 고순도 모노올레핀을 생성할 수 있다. 이러한 과정에도 불구하고 현재 두 가지 이유로 산화적 탈수소화와 같은 대안을 개발하는 데 더 많은 연구가 집중되고 있다. (1) 원치 않는 반응이 고온에서 일어나 코킹 및 촉매 비활성화로 이어져 촉매의 빈번한 재생을 피할 수 없다는 점, (2) 많은 양의 열을 소모하고 높은 반응 온도를 필요로 한다는 점이 그 이유이다. n-뷰테인의 산화적 탈수소화는 전통적인 탈수소화, 증기 분해 및 유체 촉매 분해 공정의 대안이다.
파라핀 및 올레핀의 탈수소화 – n-펜테인 및 아이소펜테인과 같은 파라핀은 500 °C에서 산화 크롬(III)을 촉매로 사용하여 펜텐 및 아이소펜텐으로 전환될 수 있다.

### 폼알데하이드
폼알데하이드는 메탄올의 촉매 산화에 의해 산업적으로 생산되며, 이는 수용체로 O2를 사용하는 탈수소화로도 볼 수 있다. 가장 일반적인 촉매는 은 또는 철과 몰리브데넘 또는 산화 바나듐의 혼합물이다. 일반적으로 사용되는 포르목스 공정에서 메탄올과 산소는 산화 철과 몰리브데넘 또는 바나듐과 함께 약 250~400 °C에서 반응하며 다음과 같은 화학 반응식처럼 폼알데하이드를 생성한다.
2 CH3OH + O2  →  2 CH2O + 2 H2O

## 동종 촉매 경로
유기 화합물들에 대한 다양한 탈수소화 공정이 알려져 있다. 이러한 탈수소화는 미세 유기 화합물의 합성에서 중요하다. 이러한 반응들은 보통 전이 금속 촉매에 의존한다. 기능화되지 않은 알케인의 탈수소화는 동종 촉매작용에 의해 영향을 받을 수 있다. 이 반응에 특히 활성인 것은 전이 금속 핀서 착물이다.

## 화학양론적 과정
오플루오르화 아이오딘(IF5)와 같은 다양한 시약을 사용하여 아민을 나이트릴로 탈수소화할 수 있다.
전형적인 방향족화에서 6원자 지방족 고리(예: 사이클로헥센)은 수소화 수용체의 존재 하에서 방향족화될 수 있다. 황 원소와 셀레늄 원소는 이 과정을 촉진한다. 실험실 규모에서 퀴논 특히 2,3-다이클로로-5,6-다이사이아노-1,4-벤조퀴논(DDQ)이 효과적이다.
|  |

## 주요 수소화물
|  |

실레인의 탈수소화 결합도 개발되었다.
n PhSiH3   →   [PhSiH]n  +  n H2
아민-보레인의 탈수소화는 관련된 반응이다. 이 과정은 한때 수소 저장 가능성에 대한 관심을 받았었다.

## 같이 보기
- 탈수소효소
- 수소화